# マンハッタン住所算法
マンハッタン住所算法（The Manhattan address algorithm）は、ニューヨーク市マンハッタン島内において、近接する南北の通り（〇番街など）及び住居番号から、東西の通り（〇丁目）を算出する計算方法である。この算法は多数のウェブページやニューヨーク市のガイドブック、電話帳などでも用いられている。南北に長いマンハッタン島内において、南北の通りで表示された住所ではおおよその場所をつかみにくいが、この算法を用いることによって東西の通りを算出することができるため格段に高精度な場所の特定が可能である。

## 算法
まず、住居番号を20で割り、以下の表から最も近接した南北の通り（〇番街など）を見つけ、その数値に魔法数を足す（引く）ことにより東西の通り（〇丁目）を算出することが出来る。
| 通り                             | 魔法数       |
| -------------------------------- | ------------ |
| アベニュー A                     | +3           |
| アベニュー B                     | +3           |
| アベニュー C                     | +3           |
| アベニュー D                     | +3           |
| 1番街                            | +3           |
| 2番街                            | +3           |
| 3番街                            | +10          |
| 4番街                            | +8           |
| 6番街                            | -12          |
| 8番街                            | +9           |
| 9番街                            | +13          |
| 10番街                           | +14          |
| 11番街                           | +15          |
| アムステルダム街                 | +59          |
| オードゥボン街                   | +165         |
| アベニュー・オブ・ジ・アメリカス | -12          |
| コロンバス街                     | +59または+60 |
| コンヴェント街                   | +127         |
| エッジコーム街                   | +134         |
| フォート・ワシントン街           | +158         |
| レノックス街                     | +110         |
| レキシントン街                   | +22          |
| マジソン街                       | +27          |
| マンハッタン街                   | +100         |
| パーク街                         | +34          |
| 南パーク街                       | +8           |
| プレザント街                     | +101         |
| セント・ニコラス街               | +110         |
| ヴァンダービルト街               | +42          |
| ウォッズワース街                 | +173         |
| イースト・エンド街               | +59          |
| ヨーク街                         | +4           |

## 例外
いくつかの通りは例外的に以下の算法を適用する。
| 通り                         | 住居番号      | 魔法数                                |
| ---------------------------- | ------------- | ------------------------------------- |
| 5番街                        | 63番–108番    | +11                                   |
| 5番街                        | 109番–200番   | +13                                   |
| 5番街                        | 201番–400番   | +16                                   |
| 5番街                        | 401番–600番   | +18                                   |
| 5番街                        | 601番–775番   | +20                                   |
| 5番街                        | 776番–1286番  | 20の代わりに10で割り、18を引く        |
| 5番街                        | 1300番–1500番 | +45                                   |
| 5番街                        | 2000番以上    | +24                                   |
| 7番街                        | 1番–1800番    | +12                                   |
| 7番街                        | 1800番以上    | +20                                   |
| ブロードウェイ               | 1番–754番     | 8丁目以南のため番号式街路が存在しない |
| ブロードウェイ               | 756番–846番   | -29                                   |
| ブロードウェイ               | 847番–953番   | -25                                   |
| ブロードウェイ               | 953番以上     | -31                                   |
| リバーサイド・ドライブ       | 1番–567番     | 20の代わりに10で割り、72を足す        |
| リバーサイド・ドライブ       | 567番以上     | 20の代わりに10で割り、78を足す        |
| セントラル・パーク・ウエスト | 全て          | 20の代わりに10で割り、60を足す        |

## 計算例
クライスラービル
住所：ニューヨーク州ニューヨーク市マンハッタン区レキシントン街405番
1. 住居番号405番を20で割る。→「405÷20＝20.25」
2. 一覧からレキシントン街の魔法数を探す。→「+22」
3. 1と2で得られた数値を足す。→「20.25＋22＝42.25」
4. 3の数値の小数点以下を切り捨てた数値が建物が面する東西の通り名である。→「42丁目」

エンパイア・ステート・ビルディング
住所：ニューヨーク州ニューヨーク市マンハッタン区5番街350番
1. 住居番号350番を20で割る。→「350÷20＝17.5」
2. 5番街は例外のため下の表から、住居番号350番に対応した201番-400番の魔法数を探す。→「+16」
3. 1と2で得られた数値を足す。→「17.5＋16＝33.5」
4. 3の数値の小数点以下を切り捨てた数値が建物が面する東西の通り名である。→「33丁目」